# Philipp Laux
Philipp Laux (ur. 25 stycznia 1973 w Rastatt) – niemiecki piłkarz występujący na pozycji bramkarza.

## Kariera
Laux jako junior grał w zespołach FC Rastatt 04, SV Niederbühl oraz VfB Gaggenau. W 1993 roku trafił do pierwszoligowej Borussii Dortmund. Spędził tam rok, jednak w tym czasie nie zagrał w żadnym meczu w barwach Borussii. W 1994 roku odszedł do zespołu SSV Ulm 1846 z Regionalligi Süd. W 1998 roku awansował z nim do 2. Bundesligi, a w 1999 roku do Bundesligi. W lidze tej zadebiutował 15 sierpnia 1999 roku w zremisowanym 1:1 pojedynku z SC Freiburg. W 2000 roku, po spadku Ulm do 2. Bundesligi, Laux odszedł z klubu.
Wówczas ponownie został graczem Borussii Dortmund, nadal grającej w Bundeslidze. W jej barwach zadebiutował 11 lutego 2001 roku w zremisowanym 0:0 spotkaniu z Werderem Brema. W 2002 roku zdobył z zespołem mistrzostwo Niemiec, a także dotarł z nim do finału Pucharu UEFA. W tym samym roku odszedł do drugoligowego Eintrachtu Brunszwik. W 2003 roku zakończył karierę.